# Frank Henry Shapleigh
Frank Henry Shapleigh (* 7. März 1842 in Boston; † 30. Mai 1906 in Jackson) war ein US-amerikanischer Maler, der insbesondere durch seine Landschaftsmalerei aus den White Mountains in New Hampshire und in St. Augustine (Florida) bekannt wurde und als wichtiger Vertreter der Schule von Barbizon in den USA gilt.

## Herkunft und Ausbildung
Er wuchs als Sohn von John Henry Shapleigh und dessen Frau Harriett Newell Shapleigh, geb. Powers in Boston auf.
Er begann dort ein Studium am Lovells Institute of Drawing, welches er allerdings 1862 unterbrach, um bis 1863 im Amerikanischen Bürgerkrieg auf Seiten der Nordstaaten als Private in der Company A des 45. Massachusetts Volunteer Regiments zu dienen und so u. a. in der Schlacht von Kinston am 14. Dezember 1862 zu kämpfen. Anschließend setzte er sein Studium fort und war 1864 erstmalig mit einem Landschaftsbild auf der Ausstellung im Athenæum in Boston vertreten. 1866 eröffnete er ein Studio in seiner Heimatstadt und reiste u. a. zum ersten Mal in die Region, die ihn später berühmt machen sollte, in die White Mountains von New Hampshire.
Im selben Jahr ging er nach Paris, um bei Émile Lambinet (1813–1877), einem Schüler von Horace Vernet und Jean-Baptiste Camille Corot, die Malerei der Barbizon-Schule zu erlernen. Von Paris aus unternahm Shapleigh verschiedene Reisen durch Europa, die ihn in die Schweiz, nach Florenz und an den Golf von Neapel führten. Die Motive hielt er in großformatigen Landschaftsbildern fest.

## Wirken in Boston, White Mountains und St. Augustine
1869 kehrte er nach Boston zurück, wo er zusammen mit einem anderen Lambinet-Schüler, John Appleton Brown (1844–1902), ein Studio betrieb. 1870 war mit einem italienischen Landschaftsbild auf der Ausstellung der National Academy of Design in New York vertreten.
Im selben Jahr reiste er u. a. in den Yosemite-Nationalpark, skizzierte als erster Maler das Hetch Hetchy Valley und schuf ein umfangreiches Werk großflächiger Bilder des Nationalparks. Nach seiner Rückkehr heiratete er am 19. Oktober 1870 Mary A. Studley. In den Folgejahren arbeitete er auch als Porträtmaler, wurde 1874 als Mitglied in den 1855 gegründeten Boston Art Club aufgenommen und nahm seitdem bis 1885 regelmäßig an dessen jährlichen Ausstellungen teil. Nachdem das Ehepaar Shapleigh schon seine Hochzeitsreise in den White Mountains verbracht hatte, entschied Shapleigh 1877, für die Sommermonate ein Studio im Grand Hotel Crawford House in Crawford Notch im Mount Washington Valley einzurichten. Dort malte er häufig zusammen in den White Mountains mit John Joseph Enneking (1841–1916) und Benjamin Champney (1817–1907). Da er auch Aufträge von Touristen annahm, entwickelten sich die Besucherzahlen der Region auch seinetwegen positiv. Sein bevorzugtes Format wurde dabei 10 × 16 Zoll, was ungefähr 25,4 × 40,6 cm entspricht. Im Winter verschlug es das Ehepaar dagegen ab 1886 nach St. Augustine in Florida und dort ab 1888 in das neu eingerichtete Ponce de León Hotel. Dort gehörten Martin Johnson Heade und William Staples Drown (1856–1915) zu seinen malerischen Begleitern. Seine Szenen von St. Augustine sind in letzter Zeit als frühe Beispiele der bildenden Kunst Floridas immer beliebter geworden.

## Lebensabend
1896 ging er noch einmal auf eine Rundreise durch Europa, bevor er im selben Jahr in Jackson in New Hampshire ein Sommerhaus mit Studio errichtete, das er „Marple Knoll“ nannte. Hier entstand sein Spätwerk, bevor er 1898 die Malerei einstellte. Nach seinem Tod 1906 in Jackson wurde er zusammen mit seiner Frau auf dem Forest Hills Cemetery in Boston beerdigt, wo ihre Gräber und Gedenksteine bis heute erhalten sind.

## Stil und Œuvre
„Shapleigh wurde als ‚Maler von Orten‘ beschrieben, der oft den Ort auf der Rückseite der Leinwand vermerkte“. Seine Bilder folgten der französischen Schule von Barbizon, „obwohl seine Darstellungen der rauen Landschaft entschieden ‚amerikanisch‘ waren. Seine erfolgreichsten Werke waren jene, die er zu seinem privaten Vergnügen schuf; intime Gemälde von alten Bauwerken wie Scheunen und Mühlen sowie Booten entlang der Küste. Bei diesen Gemälden hatte Shapleigh eine freiere Hand und experimentierte mit dem Farbauftrag, indem er einen „impressionistischen Pinselstrich“ verwendete“. Er prägte wie kaum ein anderer „in seinen aus ungewöhnlichen Perspektiven gemalten Werken das Zusammenspiel von Architektur und Landschaft“.
„Shapleighs Schema kontrastierte die Einfriedung mit der Freiheit der Wildnis und erzeugte eine umgekehrte Beziehung zwischen den Polaritäten von Natur und Kultur. Der Künstler nutzte die konventionelle, aus dem Genre abgeleitete Struktur einer Ansicht eines Scheuneninnenraums und umrahmte die Natur mit den Accessoires der ländlichen Kultur. Auf einer anderen Ebene sollte die Scheune zusammen mit der Ansammlung von landwirtschaftlichen Geräten und domestizierten Tieren die Einfachheit der Landwirtschaft symbolisieren, einen symbolischen Innenraum, der auf Stabilität als Unterschlupf hindeutet. Diese ‚Verinnerlichung‘ der Sensibilität kann auch als Reaktion auf die Urbanisierung und Industrialisierung Amerikas in den Nachkriegsjahren des Bürgerkrieges interpretiert werden“.

## Sammlungen
- Metropolitan Museum of Art, New York
- Brooklyn Museum, New York
- Morris Museum, New Jersey, USA
- Portland Museum of Art, Portland, USA
- Hood Museum of Art, Dartmouth College, Hanover, USA
- Farnsworth Art Museum, Rockland, USA
- New Britain Museum of American Art, New Britain, USA
- Lightner Museum, St. Augustine (Florida), USA